# St. Johannes (Kirchscheidungen)

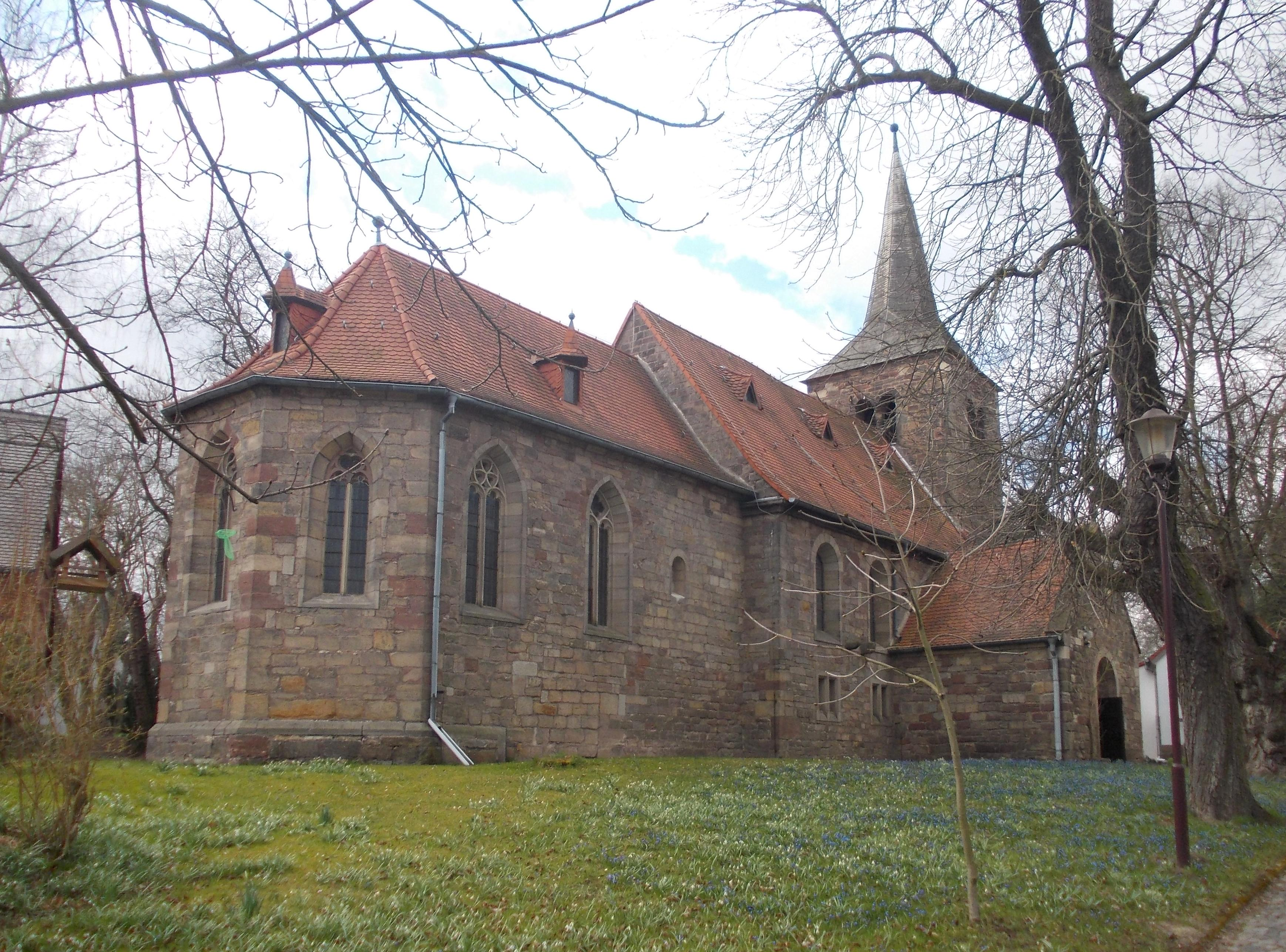
St. Johannes (Kirchscheidungen)

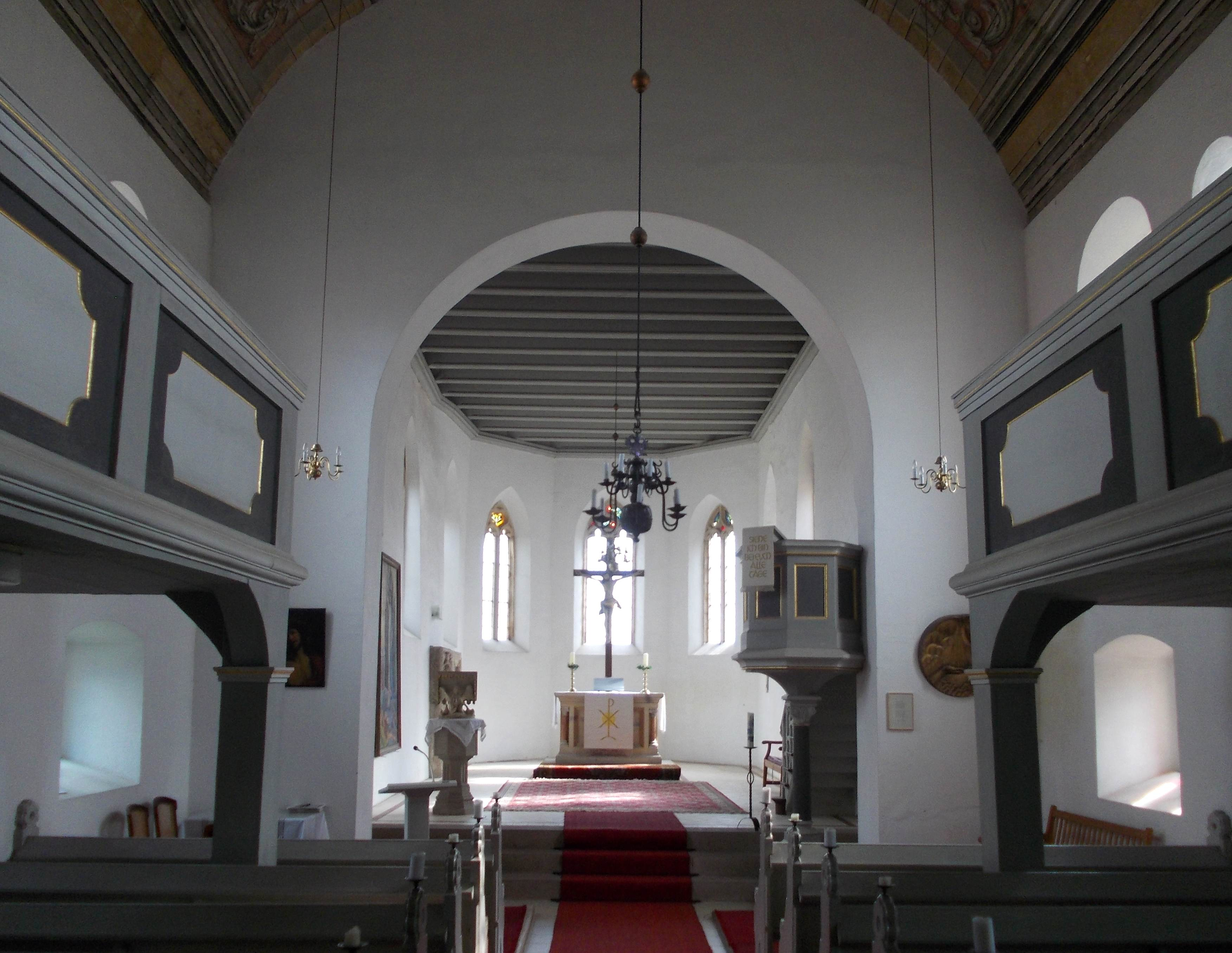
Blick in den Chor

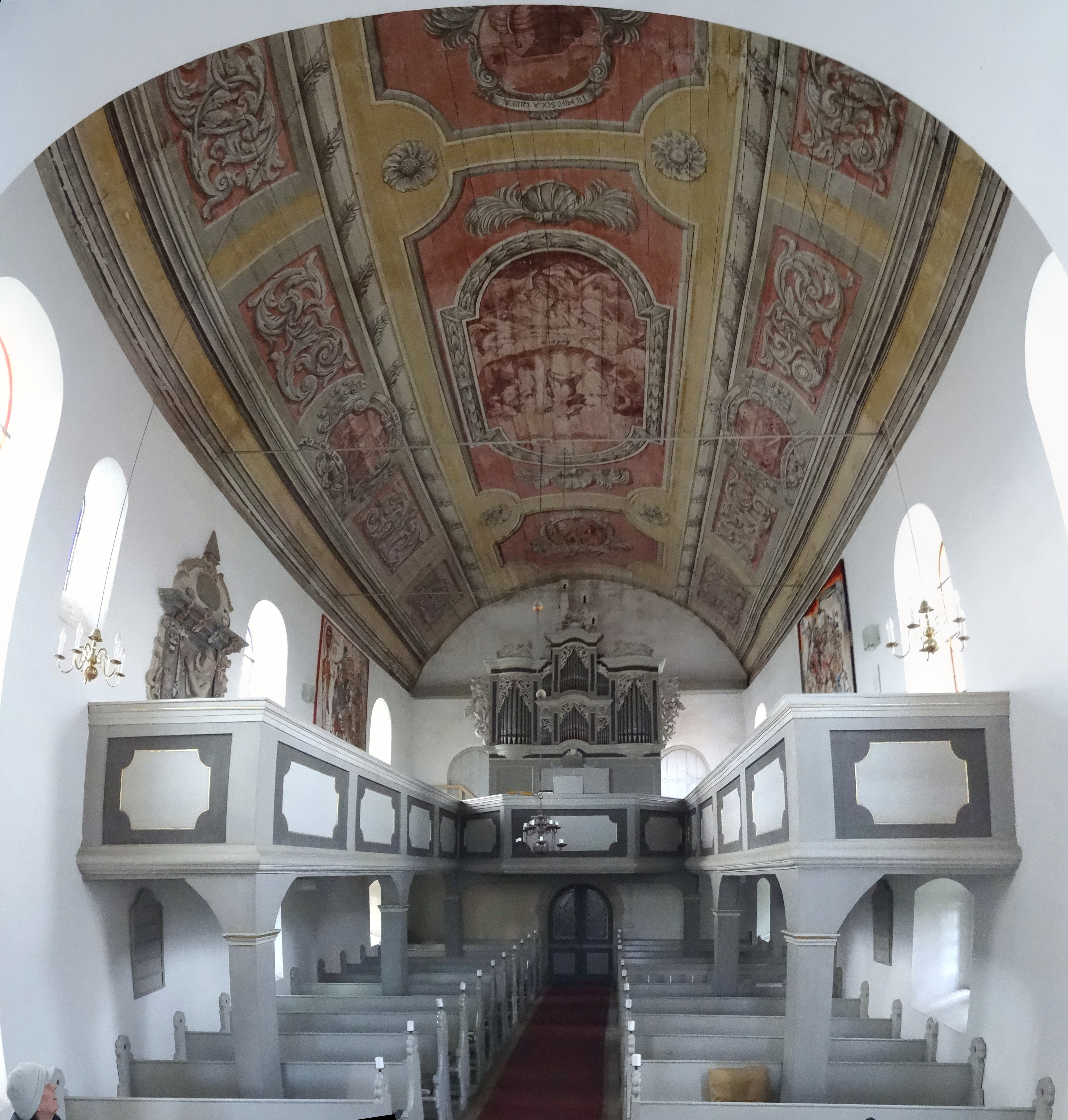
Innenansicht nach Westen

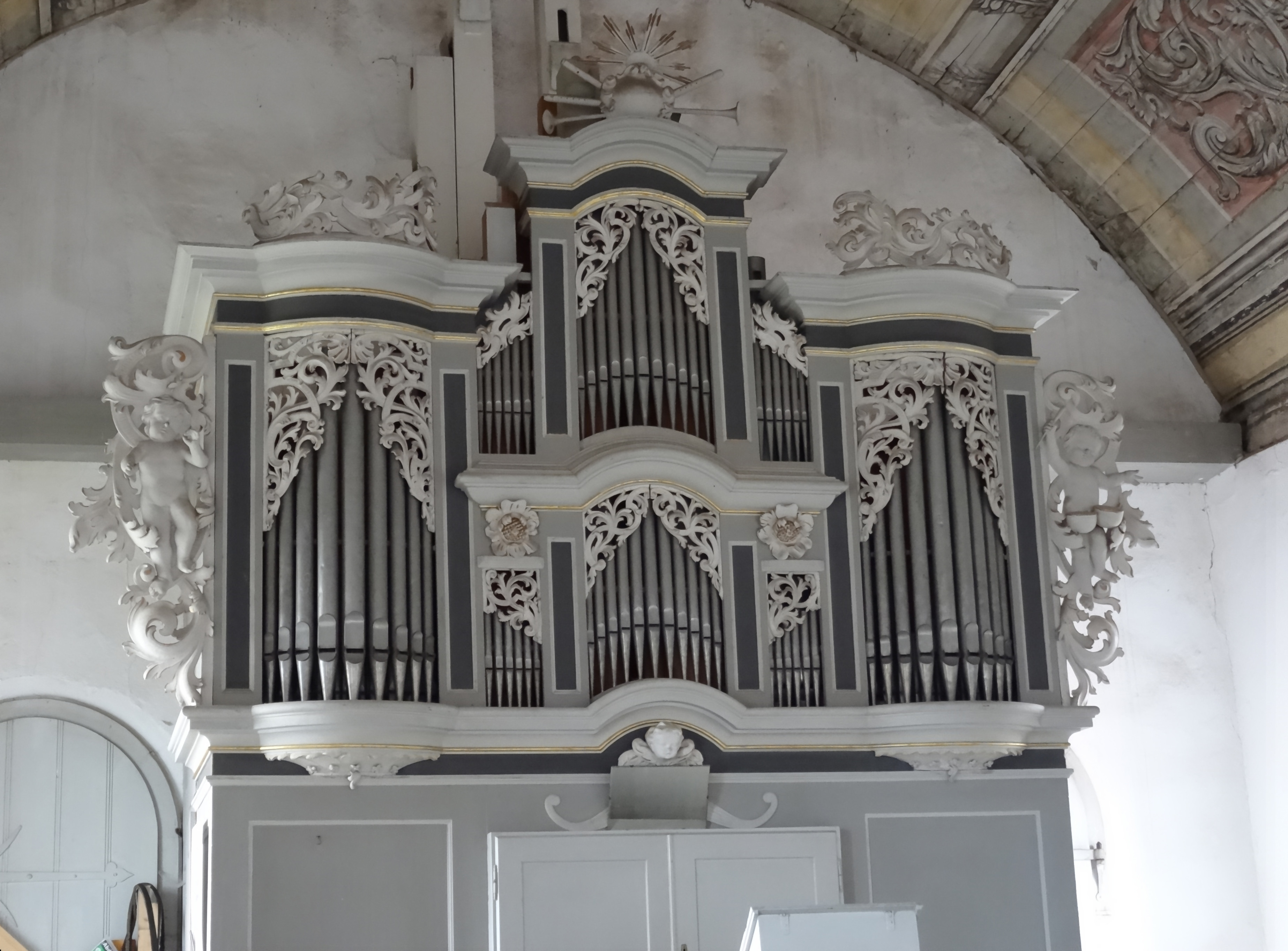
Orgel

Die evangelische Kirche St. Johannes ist eine im Kern romanische Saalkirche im Ortsteil Kirchscheidungen von Laucha an der Unstrut im Burgenlandkreis in Sachsen-Anhalt. Sie gehört zum Pfarrbereich Laucha im Kirchenkreis Naumburg-Zeitz der Evangelischen Kirche in Mitteldeutschland (EKD).

## Geschichte und Architektur
Die Kirche besteht aus einem quadratischen Westturm, einem langgestreckten Schiff und einem eingezogenen Chor, der dem im Kern romanischen Bauwerk zu spätgotischer Zeit angebaut wurde. Im Jahr 1893 wurde das Bauwerk durchgreifend erneuert, in den Jahren 1965/66 sowie 1991–1993 erfolgten Restaurierungen. Am Turm sind gekuppelte Schallöffnungen, an Schiff und Chor sind einige der kleinen romanischen Fenster erhalten; am Chorpolygon zweiteilige spitzbogige Fenster mit gotischem, teils erneuertem Maßwerk.
Im Innern gliedert der romanische Triumphbogen den Raum, eine rundbogige Pforte führt vom Chor zur südlich angebauten Sakristei. Das Schiff ist mit einer Holztonne überwölbt, auf dieser ist in weiß-roter Farbigkeit die Verklärung Christi dargestellt, eingefasst von emblematischen Darstellungen; deren Farbigkeit ist in Weiß, Grau und Gold gehalten. Über dem Altar ist ein geschnitzter Kruzifixus vom Anfang des 16. Jahrhunderts angebracht.

## Ausstattung
Die Orgel hat einen Prospekt von 1777 mit musizierenden Engeln in den Wangen. Das heutige Werk stammt von der Firma Hermann Hildebrandt aus dem Jahr 1892, bei einer Restaurierung 2017 wurde die zu kräftige Intonation abgemildert. Ein geschnitzter barocker Lesepultaufsatz ist mit einem Pelikan gestaltet.
Zahlreiche Grabdenkmäler und Epitaphe der Familie von Rockhausen sind erhalten, darunter drei feingearbeitete figürliche Kindergrabsteine in der nördlichen Vorhalle, vermutlich alle von 1597. Beachtenswert ist auch der Grabstein des Freiherrn Antonius Friedrich von Rockhausen († 1672) mit einer Darstellung des Verstorbenen als gerüstete Figur. Das Epitaph der Hedwig Elisabeth von Rockhausen († 1672) zeigt die Verstorbene kniend vor dem Kruzifix mit einer Knorpelwerkkartusche und der Vita im Aufsatz. Das Epitaph für Levin von Rockhausen († 1673) und für Hans Caspar von Rockhausen († 1712) zeigt Bildnismedaillons in reich geschnitzter Trophäenrahmung. Eine große Bronzeglocke wurde 1604 von Herman Konigk aus Erfurt geschaffen, Eine kleine Bronzeglocke von Johann Georg Plabert aus Erfurt stammt aus dem Jahr 1686. Außen ist das Grabmal des M. Chr. Ottens († 1762) mit einem Aufsatz trauernder Frauen über einer Schrifttafel erhalten.